# Beatrix Kökény
Beatrix Kökény (Budapeste, 12 de março de 1969) é uma ex-handebolista profissional húngara, medalhista olímpica.
Beatrix Kökény fez parte dos elencos medalha de prata, em Sydney 2000 e bronze em Atlanta 1996.